# Araz-Naxçıvan PFK
Araz Naxçıvan PFK is een Azerbeidzjaanse voetbalclub uit Nachitsjevan. 
De club werd oorspronkelijk in 1967 opgericht en speelde op lager niveau in de Sovjet-Unie. In 2000 werd de club, na een periode niet actief geweest te zijn, opnieuw gestart en speelde in het seizoen 2000/01 op het hoogste niveau. Een jaar later staakte de club weer de activiteiten. In 2013 werd opnieuw een poging gedaan en vanaf 2014 speelde de club in de Azerbeidzjaanse eerste divisie. De club werd tweede en promoveerde, maar in november 2014 trok de club zich terug uit de Premyer Liqası. Omdat zij zich sterk benadeeld voelde door scheidsrechterlijke beslissingen zijn ze in de tweede liga gaan spelen. In 2023 werd de club kampioen en promoveerde weer naar het hoogste niveau. In 2025 volgde het Europees debuut in de UEFA Conference League.
De club speelt haar wedstrijden in het Stadsstadion Nachitsjevan, dat plaats biedt aan 12.800 toeschouwers.

## Historische namen
- 1967 - MFK Araz Naxçıvan
- 1991 - FK Bayramli Naxçıvan
- 1998 - MFK Araz Naxçıvan
- 2013 - Araz-Naxçıvan PFK

## Araz in Europa
#Q = #kwalificatieronde, T/U = Thuis/Uit, W = Wedstrijd, PUC = punten UEFA coëfficiënten .
Uitslagen vanuit gezichtspunt Araz-Naxçıvan PFK
| Seizoen | Competitie        | Ronde | Land                 | Club           | Totaalscore | 1e W    | 2e W    | PUC |
| ------- | ----------------- | ----- | -------------------- | -------------- | ----------- | ------- | ------- | --- |
| 2025/26 | Conference League | 2Q    | Vlag van Griekenland | Aris FC        | 4-3         | 2-1 (T) | 2-2 (U) | 1.5 |
|         |                   | 3Q    | Vlag van Cyprus      | Omonia Nicosia | 0-9         | 0-4 (T) | 0-5 (U) | 1.5 |

Totaal aantal punten UEFA coëfficiënten: 1.5
Zie ook
- Deelnemers UEFA-toernooien Azerbeidzjan
- Ranglijst van alle clubs die in de diverse Europa Cups zijn uitgekomen

Araz-Naxçıvan PFK ·
Kəpəz PFK ·
Neftçi ·
Qarabağ ·
Sabah FC ·
Səbail · 
Şamaxı FK ·
Sumqayıt ·
PFK Turan Tovuz ·
Zirə